# Ambapiv
Ambariv  (ucraniano: Амбарів) es una localidad del Raión de Mykolaivka en el Óblast de Odesa de Ucrania. Según el censo de 2001, tiene una población de 515 habitantes.